# 神奈川中央交通津久井営業所

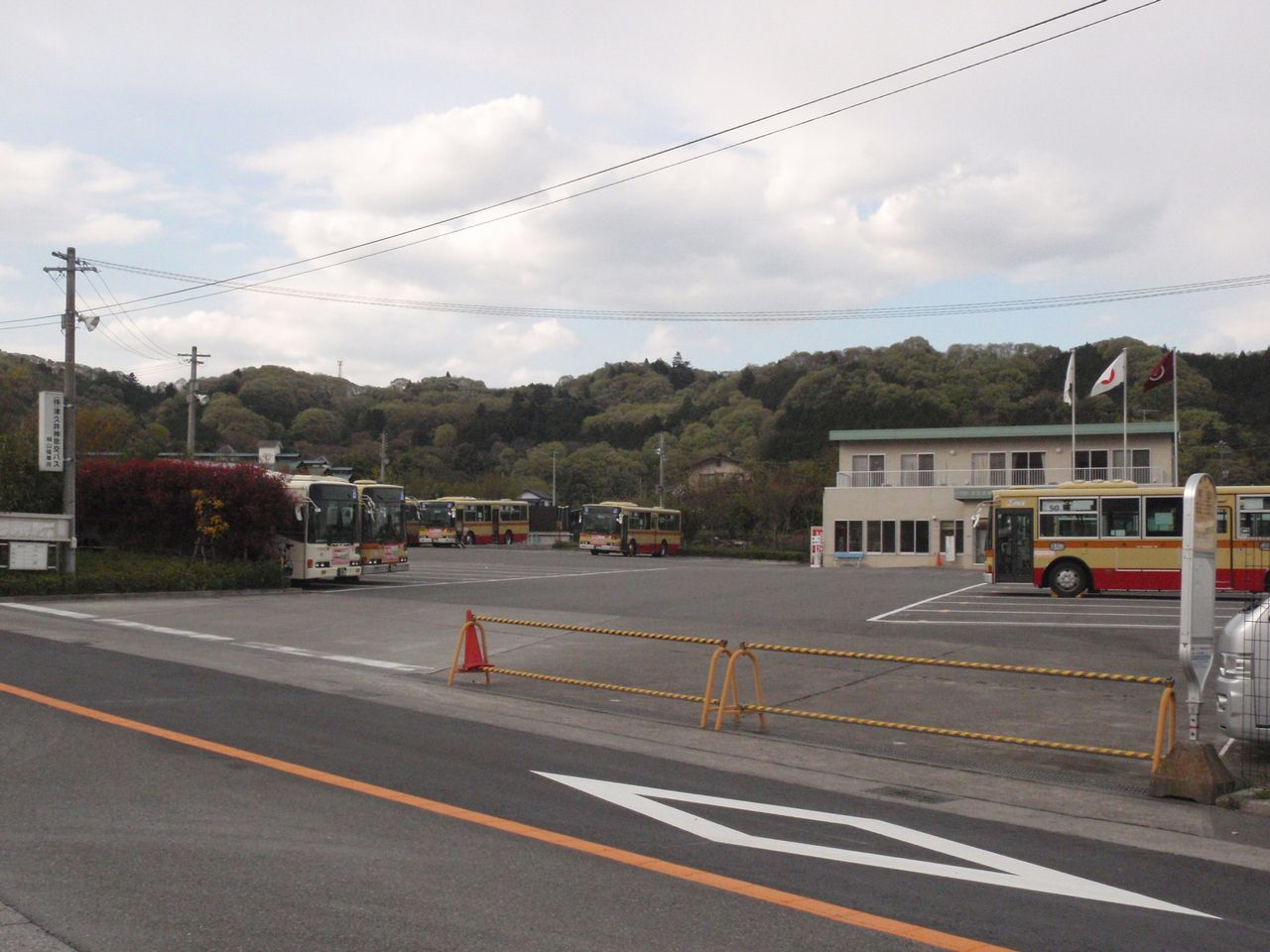
城山操車所

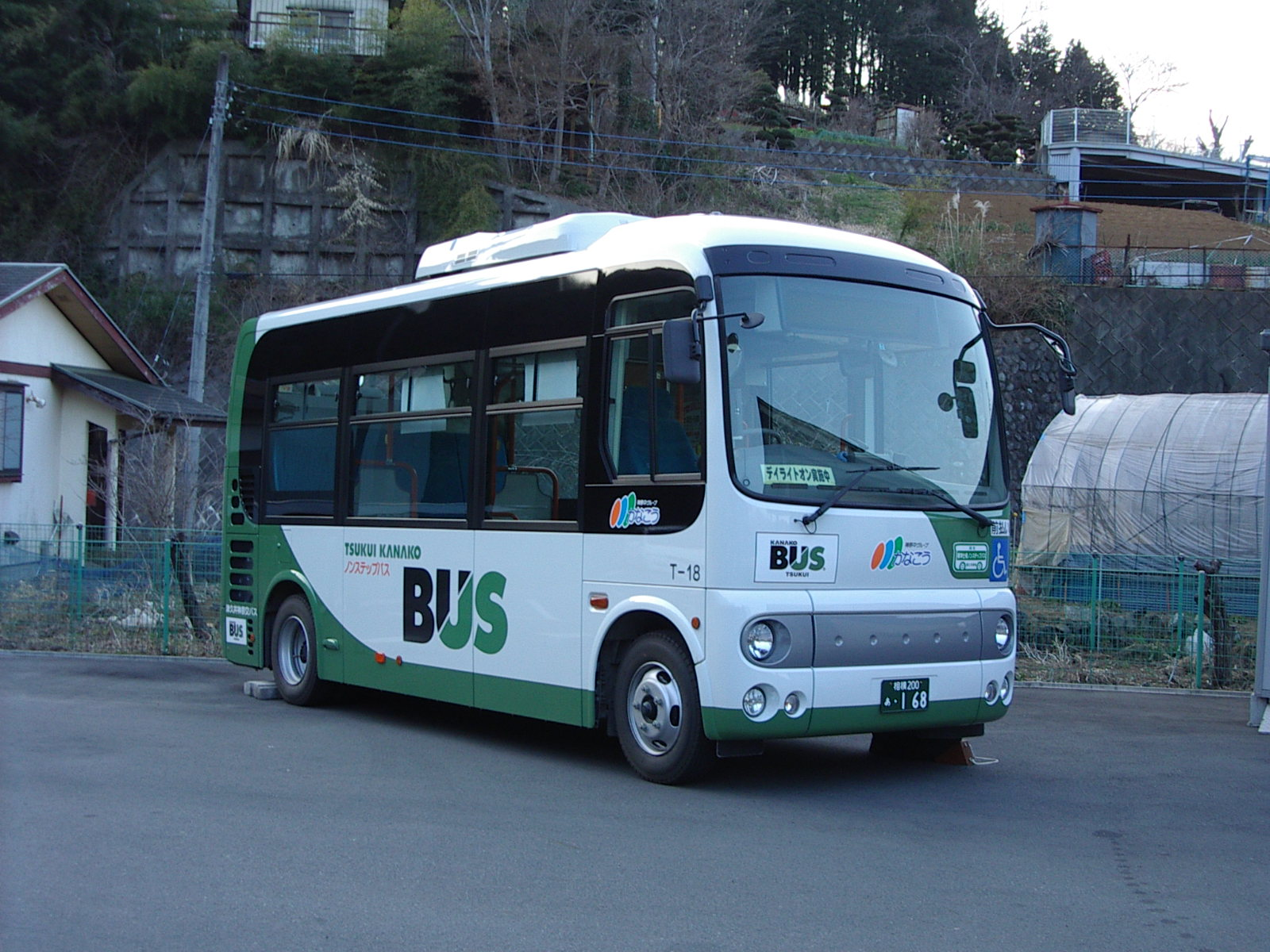
津久井神奈交バス所属だった車両 (T-18)

神奈川中央交通津久井営業所（かながわちゅうおうこうつうつくいえいぎょうしょ）は、神奈川県相模原市緑区三ケ木（みかげ）にある神奈川中央交通の営業所。最寄りの停留所は「三ヶ木」で、営業所の略号は「つ」。
神奈川中央交通西へ運行管理を全面委託していたほか、山間部方面など一部路線は神奈川中央交通西の免許路線となっていた。橋本駅、相原駅、相模湖駅発着路線など、主に相模原市緑区および東京都町田市堺地域（東京家政学院・法政大学方面）の路線を担当している。
なお、営業所機能のある三ヶ木操車所は手狭であるため、相模原市緑区城山に城山操車所（しろやまそうしゃじょ、最寄り停留所は「城山」）を置き、車両や乗務員等は分散して配置されている。
三ヶ木は旧・津久井郡地域におけるバス路線網の拠点となっており、待合室や売店・自動販売機・定期券販売所などの旅客サービス施設も整っているため、「三ヶ木バスターミナル」と呼ばれることもある。

## 沿革
かつて2005年4月15日までは、主に橋本駅や相原駅発着路線を担当する「神奈川中央交通津久井営業所」と、主に山間部の路線を担当する子会社の「津久井神奈交バス津久井営業所（当時）」が同居する営業所だった。
同年4月16日より運行管理が津久井神奈交バス津久井営業所へ全面的に委託されたことに伴い、神奈川中央交通本体の営業所としては廃止され、「神奈川中央交通相模原営業所三ヶ木操車所・城山操車所」に組織変更された。
その後、2017年1月の神奈川中央交通グループ組織再編の際、三ヶ木・城山操車所を所管する営業所として組織名称上「神奈川中央交通津久井営業所」が復活し、旧・津久井神奈交バス・津久井営業所を引き継いだ「神奈川中央交通西・津久井営業所」へ全面的に委託する形式となった。
- 1944年6月16日 - 神奈川中央乗合自動車中野営業所として開設。現在の相模中野停留所付近に存在した。
- 1960年7月1日 - 津久井営業所に改称。
- 1963年12月13日 - 津久井郡津久井町三ケ木に移転。
- 1987年12月21日 - 営業所改築が終了。
- 1989年12月4日 - 管内全路線で神奈中バスカード利用開始。
- 1996年8月1日 - 管内全路線でバス共通カードに対応。
- 1998年3月 - 路線バス車内で雨傘の販売を開始。
- 2002年4月1日 - 津久井神奈交バス（当時）がやまなみ温泉 - 東野、篠原の路線から一旦撤退、藤野町営バスが引き継ぐ。
- 2004年9月27日 - 大規模な路線再編が行われる。
- 2005年4月16日 - 営業所再編と子会社委託の拡大に伴い、同日をもって神奈川中央交通本体としての津久井営業所は一旦廃止され、神奈川中央交通相模原営業所三ヶ木・城山操車所に改称。同時に、津久井神奈交バス津久井営業所へ運行管理が全面的に委託される。
- 2007年3月11日 - 相模原市と津久井郡藤野町の合併に伴い藤野町営バスが廃止され、やまなみ温泉 - 東野、篠原などの路線を津久井神奈交バス（当時）が引き継ぎ、路線が復活する形となる。
- 2008年10月13日 - 後述の一部路線を除き、全線でPASMO・Suicaが使用開始となる。
- 2010年12月13日 - 停留所の移設と廃止を行う。「串川診療所前」の三ケ木方面および「長竹クラブ前」「串川橋」は三ケ木方面に移設、「串川診療所前」の半原・橋本方面は串川橋方面に移設し、「串川郵便局」「長竹」は廃止[1]。
- 2013年10月28日 - やまなみ温泉・篠原発着路線を除く全路線で乗降方法を「中乗り・前降り」に変更[2]。
- 2016年3月28日 - 相原駅西口ロータリー開設によって路線の再編および乗り入れを開始。
- 2017年1月1日 - 神奈川中央交通グループの乗合バス事業再編に伴い[3][4]、神奈川中央交通西の営業所となった[4]。
- 2019年3月31日 - 旧・藤野町営バス関連のやまなみ温泉発着系統のうち東野・篠原方面系統を廃止し運行から完全撤退。相模原市によるデマンド交通システムへ移行[5]。

### 相模原市中山間地区の公共交通再編計画
神奈中は2025年、相模原市の中山間地域（旧津久井町・相模湖町・藤野町地域）の三ケ木以西（一部路線を除く）について、当該路線の慢性的な経営不振や運転士不足などの諸問題から、路線の統廃合を前提とした路線退出申出を行っており、2027年3月末までには相模湖駅線（湖21・湖28系統）を除き、三ケ木以西の運行から撤退する見通しとなった。代替交通として既に旧藤野町・相模湖町・津久井町の一部（篠原・菅井・内郷地区など）で導入されている乗合タクシーを導入（運行委託事業者は未定）し、2025年10月以降、廃止対象となる地域において実証運行を行った上で、2027年4月から路線バスを廃止し、本格運行に移行する予定となっている。また、2026年3月までに相模湖駅 - 八王子駅の国道20号を走る路線も運行終了することとなり、津久井営業所の営業エリアは大幅に縮小する見通しとなっている（僅かに運行エリアに入っていた山梨県からは一般路線バスは完全撤退となる）。

## 現行路線

### 橋本駅 - 久保沢 - 三ケ木方面

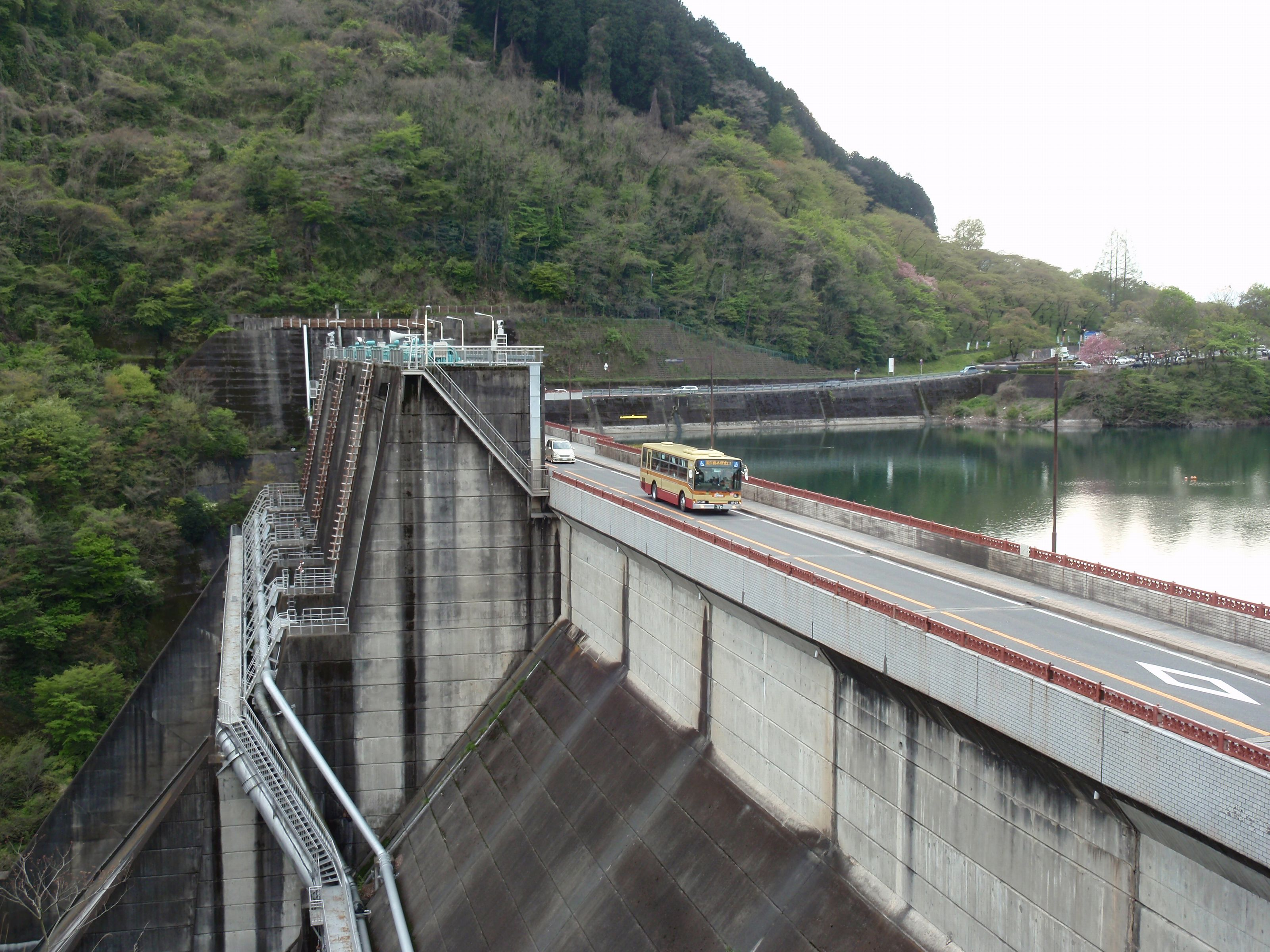
城山大橋付近を走行する橋01 (つ040)

- 橋01：橋本駅北口 - 二本松 - 久保沢 - 城山高校前 - 日赤病院前 - 相模中野 - 三ヶ木
- 橋01：橋本駅北口 → 二本松 → 久保沢 → 城山高校前 → 日赤病院前 → 相模中野 → 三ヶ木（深夜バス）（土曜・休日運休）
- 橋01：三ヶ木 → 相模中野 → 日赤病院前 → 城山高校前 → 久保沢 → 二本松 → 橋本駅南口（土曜・休日運休）
- 橋02：三ヶ木 → 相模中野 → 日赤病院前 → 城山高校前 → 久保沢 → 峡の原車庫 → 相模原協同病院 → 峡の原車庫 → 緑区合同庁舎前 → 橋本駅南口（日曜・休日運休）
- 橋11：橋本駅北口 - 二本松 - 久保沢 - 城山高校前 - 日赤病院前 - 相模中野 - 三ヶ木 - （途中無停車） - さがみ湖MORIMORI前（区間急行、平日運休）
- 橋15：橋本駅北口 → 二本松 → 久保沢 → 城山高校前（深夜バス）（土曜・休日運休）

津久井営業所の主力路線群で、JR横浜線・相模線、京王相模原線橋本駅と旧・津久井町の中心部を結ぶ。橋本駅周辺と相模中野付近を除いた全区間で国道413号を走行する。橋01では国鉄分割民営化以前に連絡運輸を取り扱っており、国鉄との接続駅は橋本駅である。路線名の「中野線」は橋本 - 久保沢 - 相模中野間の路線名称で、途中停留所の「相模中野」が旧国名を冠しているのは当時の名残である。日中は毎時4便程度が運行されており、ラッシュ時はさらに増発される。早朝6便は橋本駅南口発着路線の出庫便を兼ねた橋本駅南口行きとして運行されるが、2022年3月12日のダイヤ改正で土曜・休日の運行が廃止され、平日運行へ変更された。2015年2月7日のダイヤ改正で、さがみ湖リゾート プレジャーフォレスト（現・さがみ湖MORI MORI）へのアクセス路線として橋11（二代）が新設された。三ヶ木までは橋01と同様の経路で走行し、三ヶ木からさがみ湖MORIMORI前までは途中無停車の区間急行として運行される。平日運休で土曜・休日に2往復が運行される。2024年7月の施設名変更に伴い、同年9月20日より「プレジャーフォレスト前」から「さがみ湖MORIMORI前」に名称変更した。
2021年1月4日のダイヤ改正で、平日・土曜早朝の橋01の復路1便が相模原協同病院経由で橋本駅南口へ向かう橋02へ変更された。相模原協同病院は同年元日に移転開業した病院で、東原宿交差点で橋01と分かれてから西橋本五丁目交差点を右折し、峡の原車庫から協同病院を経由して橋本駅南口へ向かう。このため、峡の原車庫を二度経由するのが特徴である。
深夜バスは平日深夜に橋01が2便運行されていたが、2022年3月12日のダイヤ改正で最終便の運行区間が城山高校前までに短縮され、この路線の系統番号として橋15（二代）が付与された。

### 橋本駅 - 久保沢 - 鳥居原ふれあいの館方面

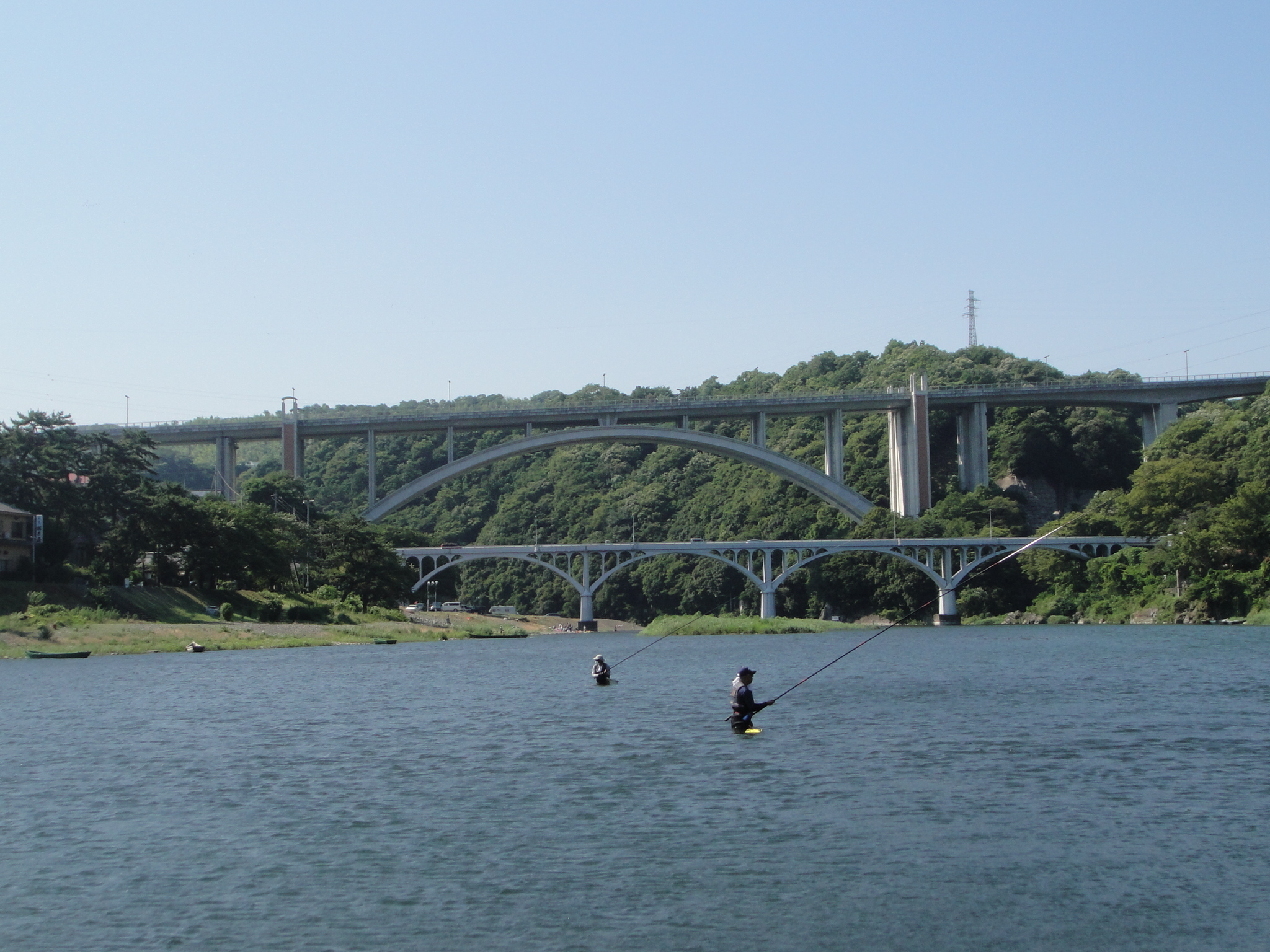
小倉橋（手前）と新小倉橋（奥）

- 橋07：橋本駅北口 - 二本松 - 久保沢 - 小倉橋 - 城山登山口 - 根小屋中野 - 串川橋 - 関 - 鳥屋 - 鳥居原ふれあいの館

2004年9月27日の大規模路線再編時に旧・橋07（橋本駅 - 鳥屋）を延伸する形で新設した路線である。これによって1日2便から10便程度と大幅に増発された。本路線は国庫補助制度を活用して運営が行われているほか、関 - 鳥屋間は自由乗降区間として設定されている。鳥居原ふれあいの館から宮ヶ瀬までは徒歩30分程度で乗り継ぎが可能である。

### 橋本駅 - 若葉台住宅方面
- 橋08：橋本駅北口 - 二本松 - 久保沢 - 若葉台中央 - 若葉台住宅
- 橋08：橋本駅南口 - 二本松 - 久保沢 - 若葉台中央 - 若葉台住宅
- 橋28：橋本駅南口 - 二本松 - 町屋本町 - かたくりの里 - 若葉台住宅
- 無番：橋本駅北口 -（直通）- かたくりの里

橋本駅と若葉台住宅を結ぶ路線で、中心となるのは橋08の橋本駅南口発着である。ただし橋08のうち橋本駅を20時以降に発車する全便と、若葉台住宅を平日午前と休日午後に発車する一部便および19時45分以降の全便は橋本駅北口発着となる。橋28は2000年12月4日に新設された路線で、東原宿交差点を右折後に町屋・広田地区を経由し、かたくりの里から若葉台住宅へ至る。町屋・広田地区は独自経路となるが本数は少なく、橋本駅方向は早朝のみ、若葉台住宅方向は夕方以降の運行となっている。
系統番号の無い路線は、「城山かたくりの里」の開花時期（例年、3月下旬から4月中旬）に合わせて運行される臨時直行便である。

### 橋本駅 - 新小倉橋 - 三ケ木方面
- 橋03：橋本駅北口 - 二本松 - 向原北 -（新小倉橋）- 城山登山口 - 根小屋中野 - 東金原 - 関 - 小沢 - 三ヶ木
- 橋04：三ヶ木 → 小沢 → 関 → 東金原 →（津久井広域道路）→ 相模原協同病院 → 峡の原車庫 → 緑区合同庁舎前 → 橋本駅南口（日曜・休日運休）

2004年9月27日の大規模路線再編時に、旧・橋03（橋本駅 - 二本松 - 小倉橋 - 串川橋 - 三ヶ木）を経路変更して新設したもので、日中時間帯は設定されておらず、全体で見ても1時間に1-2便と本数は少ない。
2021年1月4日のダイヤ改正で、平日・土曜早朝の復路1便が相模原協同病院経由の橋04へ変更された。相模原協同病院は同年元日に移転開業した病院で、協同病院から峡の原車庫を経由して橋本駅南口へ向かう。途中で津久井広域道路を経由するが同道路上に停留所は無く、約6kmにわたって無停車での運行となる。同日より「金原」停留所が廃止され、東金原停留所が津久井広域道路沿いへ移設された。

### 橋本駅 - 城山 - 三ケ木方面
- 橋09：橋本駅北口 - 二本松 - 久保沢 - 城山 - 中沢 - 峯の薬師入口 - 三井 - 日赤病院前 - 津久井合同庁舎前 - 又野城山 - 三ヶ木
- 橋14：橋本駅北口 - 二本松 - 久保沢 - 城山
- 橋31：城山 → 久保沢 → 二本松 → 橋本駅南口

橋本駅から城山操車所最寄りの「城山」および中沢・三井（みい）経由で三ヶ木へ向かう路線で、2014年10月1日のダイヤ改正で橋10（二代、橋本駅 - 城山 - 上中沢）と三11（二代、三ヶ木 - 三井）を統合させ、橋本駅から三井経由で三ヶ木方面への通し運行とした橋09（初代、橋本駅 - 城山高校 - 上中沢 - 三井 - 相模中野 - 三ヶ木）とし、途中に峯の薬師入口停留所が新設された。実証運行としての新設だったが、2015年10月1日から本格運行へ移行された。橋09は生活交通維持確保路線に指定されている。橋31は橋本駅方向の片道運行だが、2004年9月27日のダイヤ改正までは往復運行を行っていた。

### 橋本駅 -  東京家政学院・法政大学方面
- 橋24：橋本駅北口 → 二本松 → 森下 → 真米 → 東京家政学院（平日・休日運休）
- 橋26：橋本駅北口 - 二本松 - 城山総合事務所前 - 穴川 - 上大戸 - 大戸 - 上大戸 - 大戸橋 - 法政大学（平日・土曜運休）

橋本駅から国道413号経由で東原宿交差点から東京家政学院大学へ向かう路線と、城山総合事務所から北上し、大戸経由で法政大学へ向かう路線である。橋24は相原十字路を直進して真米経由で東京家政学院までを結び、東京家政学院方向の片道運行だが、2025年8月4日のダイヤ改正までは往復運行を行っていた。以前は並行して根岸から真米トンネルを経由する橋18も運行されていたが、2024年3月16日のダイヤ改正で廃止された。橋26は城山総合事務所付近を右折して県道48号線を北上して法政大学へ向かう路線で、一度大戸交差点を直進して大戸へ立ち寄ってから法政大学へ向かう経路のため、大戸 - 上大戸間を二度経由するのが特徴である。
いずれも大学発着路線だが東京家政学院は京王バス高尾営業所が八王子駅南口・めじろ台駅から、法政大学は当営業所が後述の橋63や相原駅からの路線を多数運行しているほか、京王電鉄バス八王子営業所と京王バス高尾営業所が西八王子駅・めじろ台駅に加えて八王子駅南口からも路線を運行している。このため橋24が土曜1便、橋26が休日1往復と、いずれも免許維持路線となっている。

### 橋本駅 - 原宿五丁目・上大島方面
- 橋27：橋本駅南口 - 緑区合同庁舎前 - 西橋本三丁目 - 公園前 - 原宿五丁目
- 橋33：橋本駅南口 - 緑区合同庁舎前 - 西橋本三丁目 - 公園前 - 上の原 - 上大島
- 橋41：橋本駅南口 → 緑区合同庁舎前 → 西橋本三丁目 → 峡の原車庫 → 相模原協同病院

橋本駅から緑区合同庁舎経由で国道413号の南側へ向かう路線群で、中心となるのは橋33である。橋27は原宿五丁目から手前の「原宿近隣公園」止まりだったものを延伸させた路線である。橋41は橋本営業所の路線だったが、2019年3月16日から当営業所との共同運行路線となった。2021年元日に相模原協同病院が移転開院したのに合わせ、同年1月4日のダイヤ改正で相模原協同病院発着へ延伸されたが、当営業所の担当は相原高校への通学向けとされる平日早朝2便のみで、営業運行と回送を1台で繰り返す運用となっている。

### 橋本駅 - 相原 - 法政大学・大戸方面

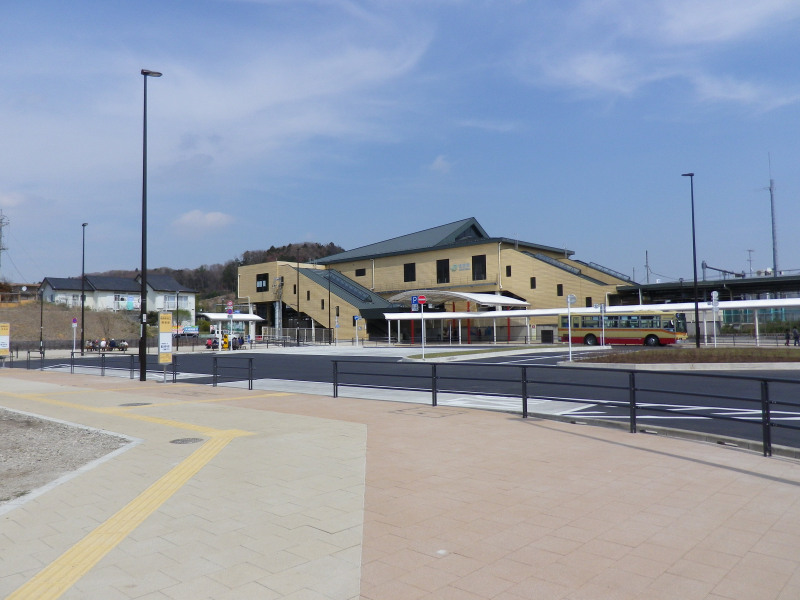
2016年3月に供用が開始された相原駅西口ターミナル

- 橋16：橋本駅北口 → 久保ヶ谷戸 → 相原 → 相原十字路 → 根岸 → 大戸橋 → 大戸（土曜・休日運休）
- 橋20：橋本駅北口 → 久保ヶ谷戸 → 相原 → 相原十字路 → 根岸 → 法政大学（土曜・休日運休）
- 橋61：橋本駅北口 - 久保ヶ谷戸 - 相原 - 相原駅西口 - 相原十字路 - 根岸 - 大戸橋 - 大戸
- 橋62：橋本駅北口 - 久保ヶ谷戸 - 相原 - 相原駅西口 - 相原十字路 - 根岸 - 法政大学
- 橋63：橋本駅北口 - 久保ヶ谷戸 - 相原 - 相原駅西口 - 相原十字路 - 根岸 - 法政大学 - 大戸橋 - 大戸

橋本駅から町田街道を西進する路線群で、元々は橋16・20・25が運行されていたが、2016年3月28日の相原駅西口ロータリー開設によって相原停留所の折返場が閉鎖され、町田街道上に停留所が移設された。その後、2021年4月1日に行われた橋本営業所への連節バス「ツインライナー」導入による路線再編で相原駅西口へ乗り入れる橋61～63が新設、代替で橋25が廃止された。
橋16・20が平日早朝に1便ずつ、橋61・62が終日朝夕に運行される以外は全て橋63が運行される。橋62は当初、橋本駅方向の運行のみで、2024年3月16日のダイヤ改正で一旦系統廃止となったが、2025年8月4日のダイヤ改正で系統が再設定され、新たに法政大学方向も運行されるようになった。法政大学への路線はかつて相模原営業所の担当だったが、現在は当営業所が担当している（連節バス運行分は橋本営業所が担当）。

### 相原駅西口 - 法政大学方面
- 原19：相原駅西口 - 相原十字路 - 根岸 - 法政大学
- 原19（急行）：相原駅西口 -（直行）- 法政大学（土曜・休日運休）
- 原26（急行）：相原駅西口 →（直行）→ 法政大学 → 法政大学経済学部前 → 法政大学体育館（土曜・休日運休）

横浜線相原駅から町田街道を西進する路線群で、2016年3月の相原駅西口ロータリー供用開始までは「相原」停留所が最寄りだった。ロータリーの供用開始と同時に「相原」停留所は経由しなくなり、現在に至る。原26は2004年9月27日に新設された法政大学構内まで乗り入れる急行便だが、実際の旅客案内における系統番号は、法政大学止まりと同じ「原19」となっている。2021年4月1日に橋本営業所の連節バス「ツインライナー」導入による路線再編で、体育館行きを除く急行便は全て橋本に移管され、法政大学止まりの急行便は試験実施に伴う通常バスによる休校日の臨時運行時のみ引き続き当営業所が担当していたが、2022年9月21日のダイヤ改正より当営業所による平日朝1本（大学止まり）の通常バスによる定期運行が、2024年4月1日のダイヤ改正より日中1本（大学発）の通常バスによる定期運行がそれぞれ再設定された。

### 相原駅西口 - 東京家政学院方面
- 原23：相原駅西口 - 相原十字路 - 真米 - 東京家政学院（日曜・休日運休）

相原駅西口と東京家政学院を結ぶ短距離路線だが、平日・土曜の運行で休日は学校行事開催日を除いて全便運休する。法政大学方面の路線と同様に、2016年3月の相原駅西口ロータリー供用開始までは「相原」停留所が最寄りだった。ロータリーの供用開始と同時に「相原」停留所は経由しなくなり、根岸経由だった原17（相原 - 相原十字路 - 根岸 - 東京家政学院）を統合させて現在に至る。学校行事の際は休日等に関わらず、臨時便が適時運行される。

### 三ケ木 - 半原方面
- 三51：三ヶ木 - 青山 - 関 - 串川橋 - 半原

三ヶ木と愛川町半原を結ぶ路線で、2004年に神奈川県生活交通確保地域対策協議会へ串川橋 - 半原間の退出意向が出され、同年の廃止候補に挙がったものの、愛川町方面から三ヶ木にある津久井高校への通学路線としての役割から神奈川県の補助金を活用して運行が継続されることとなった。三ヶ木方向の一部は、串川橋で橋07（橋本駅 - 久保沢 - 串川橋 - 鳥居原ふれあいの館）の橋本駅方向と乗り継ぎを考慮したダイヤが設定されている。

### 三ケ木 - 鳥居原ふれあいの館方面
- 三53：三ヶ木 → 青山 → 関 → 鳥屋 → 鳥居原ふれあいの館

三ヶ木から鳥居原ふれあいの館へ向かう片方向のみの路線だが、当初は新設する予定が無かった路線である。
2004年9月27日の路線再編時に新設した橋07（橋本駅 - 久保沢 - 串川橋 - 鳥居原ふれあいの館）の代替で旧・三53が廃止される予定だったが、三ヶ木操車所から鳥居原ふれあいの館への出庫路線として維持することとなり、平日の三ヶ木発4便（旧・三53）を置き換える形で片方向のみ新設した。全日とも日中のみ運行で入庫便は当初から設定されず、鳥居原ふれあいの館からは橋07として橋本駅へ向かう。

### 三ケ木 - 月夜野方面

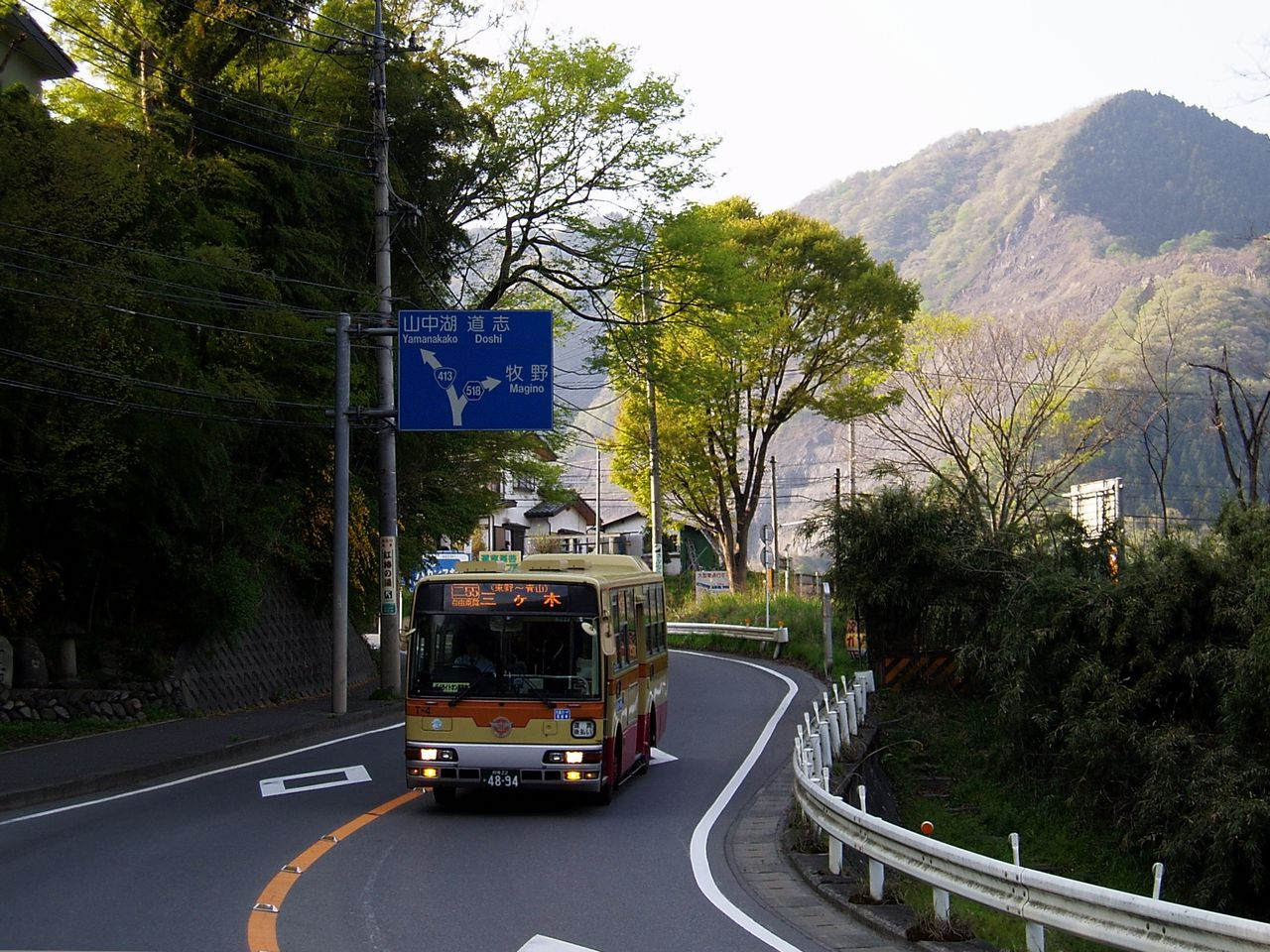
牧馬入口付近 (T-4)

- 三55：三ヶ木 - 青山 - 青野原 - 西野々 - 伏馬田入口（土曜・休日運休）
- 三55：三ヶ木 - 青山 - 青野原 - 西野々 - 伏馬田入口 - 東野（土曜・休日運休）
- 三56：三ヶ木 - 青山 - 青野原 - 西野々 - 伏馬田入口 - 東野 - 月夜野

三ヶ木と月夜野地区を結ぶ路線で、国および神奈川県からの補助金対象路線である。青山 - 東野 - 月夜野は自由乗降区間となっているほか、「月夜野」停留所は山梨県南都留郡道志村に位置するが、届出上は神奈川県相模原市とされている。2002年7月15日から2003年2月3日までは「津久井町実験バス」として西野々折返場で分断・乗り継ぎになっていたが、現在では実験終了によって両路線が運行を再開している。2024年3月16日より三ヶ木～伏馬田入口の区間便が平日1往復設定された。
なお、神奈中による路線退出等意向の申出対象路線となっており、2027年3月末までに路線廃止となる見通しとなった（退出対象：青山 - 東野 - 月夜野間）。

### 相模湖駅 - 三ケ木方面

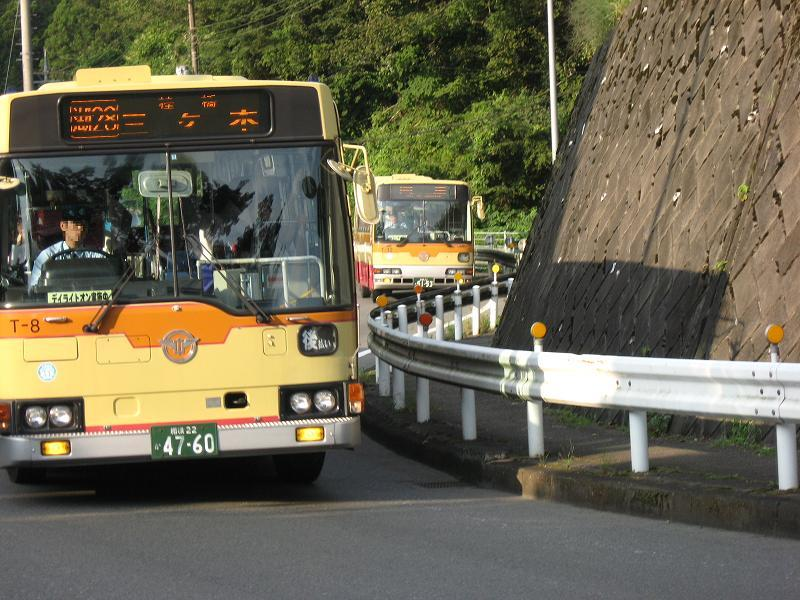
千木良付近を走行する湖28 (T-8)

- 湖21：相模湖駅 - 相模湖大橋 - さがみ湖MORIMORI前 - 阿津 - 三ヶ木
- 湖28：相模湖駅 - 千木良 - 赤馬 - 桂橋 - 阿津 - 三ヶ木

相模湖駅と三ヶ木を国道412号経由で結ぶ。さがみ湖MORI MORIでは冬季期間にイルミネーションイベントが開催されるため、期間中の一部日程では相模湖駅 - さがみ湖MORI MORI前間の急行便が運行される。
湖28は千木良まで国道20号を通り、県道517号経由で阿津から再び国道412号を三ヶ木まで運行する。

### 藤野駅発着路線
- 野05：藤野駅 - 山口原 - 馬本 - 大鐘 - 奥牧野
- 野08：藤野駅 - 陣馬登山口 - 上河原 - 和田
- 野11：藤野駅 - 山口原 - 馬本 - やまなみ温泉
- 野12：藤野駅 - 山口原 - 馬本 - やまなみ温泉 - 大鐘 - 奥牧野
- 湖23：相模湖駅 - 吉野 - 藤野駅

藤野駅と周辺の山間部を運行する路線群で、一部に狭隘区間が存在することから中型車および小型車の運行に限定されている。日野 - 和田間は自由乗降区間に設定されている。ハイカーで混雑することがあり、多客時には続行便が出ることもある。
野11・12は藤野駅からやまなみ温泉方面に向かう路線で、この路線群の中では主力である。2001年9月1日の大規模再編によって藤野駅発着路線の多数が廃止された中でも運行が継続され、同時に大久和停留所が「やまなみ温泉」へ改称されている。以前は野05の一部がやまなみ温泉を経由していたが、現在はやまなみ温泉経由便に独立した系統番号として「野12」を付与している。以前は後述のやまなみ温泉からの接続路線に乗り継ぐことが可能だった（土曜・休日は運休で、「牧野地区乗合タクシー」が代替交通機関だった）が、一部便においてはさらに先の月夜野方面への接続が存在した。
湖23は、相模湖駅から国道20号を経由して隣の藤野駅へ向かう路線で、かつて運行していた八王子駅 - 上野原駅間の路線が短縮されたものである。現在は藤野駅方面の出入庫としての位置付けで、乗客・本数共に非常に少ない。
なお、神奈中による路線退出等意向の申出対象路線となっており、2027年3月末までに路線廃止となる見通しとなった（退出対象：全区間）。

### 相模湖駅 - 高尾山口駅 - 八王子駅方面
- 八07：相模湖駅 - 千木良 - 大垂水 - 高尾山口駅 - 高尾駅入口 - 西八王子駅入口 - 八王子駅北口
- 湖29：相模湖駅 - 千木良 - 大垂水 - 高尾山口駅（土曜・休日運休）

古くは新宿駅から国道20号（甲州街道）を経由して相模湖駅へ向かう（新宿 - 八王子間は無停車）路線が起源で、八王子駅から上野原（富士急バスの本町三丁目付近）までの路線バスが運行していた時期もあった。
八王子市内の道路渋滞および行楽シーズンでは国道20号の渋滞が多く発生し、定時運行が確保できない時がある。そのため、多摩営業所の八77（八王子駅 - 片倉台 - 橋本駅）が2010年11月20日から八王子駅南口発着へ変更されたため、現在では神奈川中央交通において唯一の八王子駅北口発着路線および西東京バスの営業区域を運行する路線となっている。運行本数は1日3便（平日の最終1便は湖29）だが、高尾山口駅 - 大垂水においてはハイカーの利用が、湖28との重複区間である千木良 - 相模湖駅間では通勤・通学客などの利用が見られる。
2020年3月29日より、高尾山口・八王子駅をそれぞれ「高尾山口駅」「八王子駅北口」に名称変更した。
2023年4月1日より、高尾駅前を「高尾駅入口」に名称変更し、同じ停留所を共用する京王バスと名称が統一された。
なお、神奈中による路線退出等意向の申出対象路線となっており、2026年3月末までに路線廃止となる見通しとなった（退出対象：岡本 - 高尾山口駅 - 八王子駅北口間）。

## 廃止・移管路線

### 一般路線
- 町30：町田ターミナル - 市民病院前 - 上宿 - 根岸 - 常盤 - 橋本駅北口
- 町60：町田ターミナル - 市民病院前 - 上宿 - 根岸 - 常盤 - 多摩境駅 - 橋本駅北口

町田駅から町田街道を経由して橋本駅へ至る路線で、町田・相模原・津久井の3営業所による共同運行路線だった。津久井営業所から町田駅周辺へはかなり距離があるものの運用の大半は津久井担当だった。町田駅周辺および町田街道の渋滞によって定時運行が困難となり、津久井管内のダイヤにも影響を及ぼしていたことから1999年11月21日のダイヤ改正で相模原営業所へ一本化されたのち、2001年7月29日からは多摩営業所が担当している。
- 橋02（初代）：橋本駅北口 - 二本松 - 久保沢 - 小倉橋 - 根小屋中野 - 茅本 - 中野上町 - 三ケ木

根小屋中野経由で三ケ木へ向かっていた路線で、現在の橋01（橋本駅 - 相模中野 - 三ケ木）とは異なり「根小屋経由」と名乗っていた。2004年9月27日の大規模路線再編によって廃止された。
- 橋03（初代）：橋本駅北口 - 二本松 - 久保沢 - 小倉橋 - 串川橋 - 関 - 青山 - 三ケ木

2004年9月27日の大規模路線再編によって新小倉橋・金原経由へ経路変更された。
- 橋03（二代）：橋本駅北口 - 香福寺前 - 二本松 - 城山総合事務所入口 -（新小倉橋）- 根小屋中野 - 金原 - 長竹クラブ前 - 関 - 青山 - 三ケ木

新小倉橋を渡り橋本駅と三ケ木を結んでいたが、2020年1月4日に金原非経由へ経路変更された。
- 橋04（初代）：橋本駅北口 - 二本松 - 久保沢 - 小倉橋 - 根小屋中野 - 串川橋 - 半原

根小屋中野経由で半原へ向かっていた路線で「根小屋経由」と名乗っていた。2004年9月27日の大規模路線再編によって廃止され、根小屋中野から串川橋までが橋07（橋本駅 - 根小屋中野 - 鳥居原ふれあいの館）、串川橋以遠は三51（三ケ木 - 串川橋 - 半原）が代替となっている。
- 橋05：橋本駅南口 - 二本松 - 久保沢 - 小倉 - 葉山 - 小沢

2003年12月1日に相模原営業所へ移管された。
- 橋06（初代）：橋本駅 - 二本松 - 原宿 - 大戸

現在運行している橋26（橋本駅 - 二本松 - 大戸 - 法政大学）の前身路線で、1990年代には運行を終了している。2022年現在、系統番号は橋本営業所が使用している。
- 橋07（初代）：橋本駅 - 二本松 - 久保沢 - 小倉橋 - 根小屋中野 - 串川橋 - 関 - 鳥屋

2004年9月27日の大規模路線再編によって鳥居原ふれあいの館発着へ延伸されて現在も運行中である。
- 橋09（初代）：橋本駅南口 - 二本松 - 久保沢 - 城山高校前 - 上中沢 - 三井 - 相模中野 - 三ケ木
- 橋09（初代）：三ヶ木 → 中野上町 → 三井 → 城山 → 久保沢 → 二本松 → 橋本駅

三井始発は復路のみ運行していた。2004年9月27日の大規模路線再編によって廃止されたが、2014年10月1日に実証運行として復活したのち、2015年10月1日から本格運行が再開された。
- 橋10（初代）：橋本駅南口 - 二本松 - 久保沢 - 城山 - 上中沢

2004年9月27日の大規模路線再編によって橋本駅北口発着へ変更された。
- 橋10（二代）：橋本駅北口 - 二本松 - 久保沢 - 城山 - 上中沢

2014年10月1日の路線再編によって復活した橋09（二代、橋本駅 - 城山 - 三井 - 三ケ木）へ統合廃止された。
- 橋11（初代）：橋本駅北口 → 久保ヶ谷戸 → 相原 → 相原小学校前 → 相原児童館前 → 二本松 → 橋本駅北口（相原循環・左回り）
- 橋12：橋本駅北口 → 二本松 → 相原児童館前 → 相原小学校前 → 相原 → 久保ヶ谷戸 → 橋本駅北口（相原循環・右回り）

橋本駅と相原地区を循環運行する路線だが、1990年代に左回りの橋11が廃止され、残った橋12も2003年12月1日に廃止された。橋12も最末期は1日1便の運行に抑えられ、存在意義を失っていた。
- 橋13：上中沢 → 城山 → 久保沢 → 相原 → 久保ヶ谷戸 → 橋本駅北口（平日・土曜運休）

上中沢始発の片道運行だった城山経由の出庫路線で、2004年9月27日の大規模路線再編によって廃止された。最末期は休日1便のみ運行していた。
- 橋15（初代）：橋本駅 →（急行）二本松 → 城山役場入口 → 久保沢 → 三ヶ木

2000年代には廃止されている。
- 橋17：橋本駅 - 津久井高校
- 橋19：橋本駅 - 城山高校

橋本駅から近隣高校である津久井高校および城山高校への通学路線だったが現在は運行しておらず、詳細不明である。
- 橋18：橋本駅北口 - 二本松 - 森下 - 根岸 -（真米トンネル）- 東京家政学院

橋本駅から国道413号経由で東原宿交差点を右折後、根岸を経由して東京家政学院を結ぶ路線で、後述の原17の廃止後はバス事業者として唯一「真米トンネル」を通る路線として、平日と土曜に1～2便が運行されていた。2024年3月16日のダイヤ改正で廃止された。
- 橋20（初代）：橋本駅 - 相原 - 法政大学

1999年11月21日の相模原営業所麻溝車庫開設による大規模再編によって移管されたが、2000年10月31日に廃止された。その後、2003年4月1日に法政大学方向の片道運行として平日のみ復活している。
- 橋21：橋本駅北口 - 相原 - 上大戸

1990年代には既に廃止されており、詳細不明である。
- 橋22：小山小学校 → 久保ヶ谷戸 → 堺中学校（土曜・休日運休）

町田市立堺中学校の学区域が広範囲に渡ることから設定された通学路線である。久保ヶ谷戸停留所を挟んで町田街道を直進する路線が平日早朝時間帯に存在せず、並行する町30・60（町田ターミナル - 橋本駅）も混雑による遅延が恒常化していたことで、小山小学校始発の片道1便のみ設定された。スクールバスのために停留所などへの記載が無く、行先表示も経由地表記部分に「スクールバス」と表記されていた。町田市小山ヶ丘に小山中学校が新設された後、2013年3月25日に運行を終了している。なお、復路は並行路線である前述の町30・60が比較的混雑しない時間帯であることから当初から設定されていない。
- 橋25：橋本駅北口 - 久保ヶ谷戸 - 相原 - 相原十字路 - 根岸 - 法政大学 - 大戸橋 - 大戸

2021年4月1日に行われた橋本営業所管内への連節バス導入に伴うダイヤ改正で、橋63（橋本駅 - 相原駅西口 - 相原十字路 - 法政大学 - 大戸）に代替廃止された。
- 橋27（初代）：橋本駅南口 - 原宿近隣公園

1990年代に原宿五丁目発着へ延伸されて現在も運行中である。
- 橋32：橋本駅南口 - 二本松 - 上の原 - 上大島

2004年4月1日のダイヤ改正で橋33（橋本駅 - 緑区合同庁舎前 - 西橋本三丁目 - 上大島）へ統合廃止された。
- 橋41（初代）：橋本駅南口 - 協同病院前 - 緑区合同庁舎前 - 峡の原車庫

2019年3月16日のダイヤ改正から平日の峡の原車庫行きのみ橋本営業所との共同運行となったが、2020年1月4日に相模原協同病院発着へ延伸された。
- 橋50：橋本駅北口 → 二本松 → 久保沢 → 若葉台住宅 → 相模中野 → 三ケ木（深夜バス）（土曜・休日運休）

橋本駅から若葉台住宅へ立ち寄って三ケ木へ向かう深夜バスで、2020年9月5日からは平日のみの運行へ変更された。2021年4月1日に若葉台住宅を経由しない橋01の深夜バス（橋本駅 → 日赤病院前 → 三ヶ木）へ代替廃止された。
- 橋99：橋本駅南口 - アリオ橋本

2010年9月17日に開業したアリオ橋本へのシャトルバスとして、同年10月1日に新設された。非常に短距離の路線で30往復が設定されたが、半年後の2011年4月1日に廃止（最終運行は3月31日）された。アリオ橋本停留所は一旦廃止されたものの、2012年10月から相模原市コミュニティバス「せせらぎ号」がアリオ橋本まで延伸運行している。
- 原17：相原 - 相原十字路 - 根岸 -（真米トンネル）- 東京家政学院（土曜・休日運休）

相原と東京家政学院を結ぶ短距離路線で、平日午後のみ運行していた。2016年3月28日の相原駅西口ロータリー開設によって原23（相原駅西口 - 相原十字路 - 真米 - 東京家政学院）に統合廃止された。
- 原19（急行）（初代）：相原 - 相原十字路 - 根岸 - 法政大学
- 原19（急行）（初代）：相原 -（直行）- 法政大学

1999年11月21日の相模原営業所麻溝車庫開設による大規模再編によって移管され、2000年11月1日に直通便が新設されたが、2016年3月28日の相原駅西口ロータリー開設によって相原駅西口乗り入れへ変更された。
- 原21（初代）：相原 - 相原十字路 - 根岸 - 大戸橋 - 大戸
- 原23（初代）：相原 - 相原十字路 - 東京家政学院
- 原25（初代）：相原 - 相原十字路 - 根岸 - 法政大学 - 大戸橋 - 大戸

2016年3月28日の相原駅西口ロータリー開設によって相原駅西口乗り入れへ変更された。
- 原21（二代）：相原駅西口 - 相原十字路 - 根岸 - 大戸橋 - 大戸

平日早朝1往復のみ運行されていたが、2025年8月4日のダイヤ改正で廃止された。
- 原25（二代）：大戸 → 大戸橋 → 法政大学 → 根岸 → 相原十字路 → 相原駅西口（平日・休日運休）

2021年4月1日に行われた橋本営業所管内への連節バス導入に伴うダイヤ改正で土曜夜間に大戸始発の1便のみ運行となり、2022年3月12日のダイヤ改正で廃止された。
- 原26（急行）（初代）：相原 →（直行）→ 法政大学 → 法政大学経済学部前 → 法政大学体育館（記載停留所のみ停車）（土曜・休日運休）

2004年9月27日の大規模路線再編によって新設されたが、2016年3月28日の相原駅西口ロータリー開設によって相原駅西口乗り入れへ変更された。なお、公式上の案内は法政大学発着の「原19」となっている。
- 三11（初代）：三ヶ木 - 相模中野 - 三井 - 上中沢

2000年頃には廃止されており、詳細不明である。
- 三11（二代）：三ケ木 - 又野八幡神社前 - 川坂 - 中野小学校前 - 三井

2005年10月1日の津久井町営バス路線再編に合わせて新設された路線で、中型車限定系統だった。2014年10月1日のダイヤ改正で橋09（橋本駅 - 城山 - 三井 - 三ケ木）へ統合廃止された。
- 三12（初代）：城山 - 小網 - 相模中野 - 三ケ木

2004年9月27日の大規模路線再編によって中野小学校前（バイパス）経由へ経路変更され、同時に三ケ木方向の片道運行となった。
- 三12（二代）：城山 → 三井 → 小網 → 中野中学校前（バイパス） → 三ケ木（土曜・休日運休）

2005年10月1日の津久井町営バス路線再編に合わせて廃止された。沿線小学校への通学路線としての運行で、バイパスを経由する唯一の路線だった。
- 三13：若葉台住宅 → 相模中野 → 三ケ木

2004年9月27日の大規模路線再編によって廃止された。往路のみ数本が設定され、復路は当初から存在しなかった。
- 三52：三ケ木 - 相模中野 - 土沢 - 串川橋 - 半原

現在も運行中の三51（三ケ木 - 青山 - 串川橋 - 半原）と異なり、相模中野経由だった。2004年9月27日の大規模路線再編によって廃止された。
- 三53（初代）：三ヶ木 - 青山 - 関 - 鳥屋

2004年9月27日の大規模路線再編によって鳥居原ふれあいの館終着の片道運行へ変更された。
- 三54：三ケ木 - 鳥屋 - 宮ヶ瀬

鳥屋以遠の利用客減少および生活交通と見なされなかったことから路線維持の補助対象路線から外れ、2002年10月1日のダイヤ改正で廃止された。
- 三57：三ケ木 - 西野々折返所（土曜・休日運休）
- 無番：西野々折返所 - 夫婦園 - 東野
- 無番：西野々折返所 - 夫婦園 - 東野 - 月夜野

番号の無い路線は、2002年7月15日に三55・56（三ケ木 - 東野・月夜野）を人家がある程度存在する三ケ木 - 西野々間および東野（ひがしの）周辺と、まとまった集落が見られない西野々以遠で分断し、効率性を挙げる目的で「津久井町実験バス」として設定したものである。西野々折返所は伏馬田入口 - 夫婦園間に位置し、西野々停留所の位置とは異なっていた。2003年2月1日の実験終了と同時に番号の無い2路線を廃止して三55・56の運行を再開させ、2004年4月1日に三57を廃止すると同時に西野々折返所も閉鎖している。
- 湖22：相模湖駅 - 相模湖大橋 - プレジャーフォレスト前 - 阿津 - 寸沢嵐坂上 - 三ケ木

相模湖駅と三ケ木を国道412号経由で結ぶ路線だが、途中で国道を離れ、寸沢嵐（すあらし）坂上を経由してから国道へ戻る経路となっていた。後述の湖30の経路を継承した路線だが、2024年3月16日のダイヤ改正で廃止された。
- 湖24：相模湖駅 - 吉野 - 藤野駅 - 藤野台団地入口 - 上野原

2002年9月に神奈川県生活交通確保地域対策協議会へ当年度の退出意向が出され、2002年10月1日に藤野駅 - 藤野台団地入口間のみ残して野24へ変更された。
- 湖25：相模湖駅 - 千木良 - 赤馬 - 桂橋

相模湖駅から桂橋へ向かう路線で、以前は赤馬（あこうま）止まりだったものを桂橋まで延伸された路線である。現在は廃止されている。
- 湖26：相模湖駅 - 相模湖大橋 - ピクニックランド（平日・土曜運休）
- 湖27：相模湖駅 - 三ケ木 - 宮ヶ瀬（平日・土曜運休）

相模湖駅から相模湖ピクニックランドおよび三ケ木経由で宮ヶ瀬へ向かう行楽路線で、湖27は宮ヶ瀬で厚21（厚木バスセンター - 宮ヶ瀬）と接続するダイヤが組まれていた。2000年7月15日に廃止されたが、湖26は2001年5月5日に2往復のみ復活運転を行っている。その後は設定されておらず、正式に廃止された。
- 湖30：相模湖駅 -（急行）- 帝京大学前

帝京大学薬学部相模湖キャンパスへの通学路線だが、キャンパスが東京都板橋区加賀へ移転したことで必要性が無くなり、2012年4月2日に廃止された。休校日ダイヤの関係で最終運行日は同年2月20日だった。なお、現在は帝京大学前が「寸沢嵐坂上」（すあらしさかうえ）と変更され、前述の湖22（相模湖駅 - プレジャーフォレスト前 - 三ケ木）が2024年まで運行された。
- 奥06：奥牧野 - 大久和 - 篠原
- 野01：藤野駅 - 大久和 - 東野
- 野07：藤野駅 - 大久和 - 篠原
- 野09：東野 - 月夜野
- 野10：藤野駅 - 大久和 - 東野 - 月夜野
- 藤野町実験バス：やまなみ温泉 - 網子入口
- 藤野町実験バス：やまなみ温泉 - 東野
- 藤野町実験バス：やまなみ温泉 - 東野 - 月夜野
- 藤野町実験バス：やまなみ温泉 - 篠原

当初運行していたのは野01・07・09・10および奥06で、藤野駅周辺の山間部の路線群である。沿線の過疎化などで赤字路線となり、津久井神奈交バスへ移管するなど経営改善に努めたが好転せず、2001年9月1日に運行が開始された「藤野町実験バス」へ全て代替廃止された。この実験バスについても津久井神奈交バスへ継承されて半年間に渡って行われるが2002年4月1日に運行が終了、その後は道路運送法80条（当時）による廃止代替として藤野町営バスの運行が始まった。その後、2007年3月11日に藤野町が相模原市へ編入されたことにより、再び神奈川中央交通による路線バスが新設（や01・02）が新設されたが、2019年4月1日に廃止されている。
- 野24：藤野駅 - 藤野台団地入口

退出意向路線に指定された湖24（相模湖駅 - 藤野駅 - 藤野台団地入口 - 上野原）の短縮路線として2002年10月1日に新設されたが、利用客が定着せず、僅か半年後の2003年4月1日に廃止された。
- や01：やまなみ温泉 - 扇久保 - 小舟 - 綱子入口 - 奥相模湖 - 青根下原 - 青根上原 - 東野（土曜・休日運休）
- や02：やまなみ温泉 - 川上 - 中尾日向 - 釜の沢 - 新大橋 - 篠原（土曜・休日運休）
- や03：やまなみ温泉 - 扇久保 - 小舟 - 綱子入口 - 奥相模湖 - いやしの湯 - 青根下原 - 青根上原 - 東野（土曜・休日運休）

2007年3月11日に津久井神奈交バスによって、や01・02が新設された。当初は藤野町営バスの路線だったが、津久井郡藤野町が相模原市へ編入されたことによって神奈川中央交通での運行へ変更された。運賃設定は町営バス時代を引き継ぎ、現金のみ取り扱える低運賃の申告制前払い方式を採用していたが、相模原市から合併から5年後を目途に他路線との運賃設定に見直す可能性がある方針が出されていた。2009年4月1日には追加路線として「や03」が新設された。2014年10月1日のダイヤ改正で土曜・休日の運行が廃止され、代替として相模原市「牧野地区乗合タクシー」が運行されたが、2019年4月1日に全路線が公共交通の見直し対象に挙げられ、「牧野地区乗合タクシー」と共に廃止された。土曜・休日が運休のため、最終運行日は3月29日だった。
- や05：やまなみ温泉 - 川上 - 中尾日向 - 釜の沢 - 新大橋 - 篠原 - 新大橋 - 釜の沢 - 田ヶ岡 - 新和田 - 赤沢（土曜・休日運休）

2014年10月1日のダイヤ改正で篠01（篠原 - 釜の沢 - 新和田 - 赤沢）の代替で新設された。早朝運行で、途中の田ヶ岡・新和田（あらわた）はこの路線が唯一経由する。2019年4月1日にや01～03と共に公共交通の見直し対象に挙げられ、廃止された。土曜・休日が運休のため、最終運行日は3月29日だった。
- 篠01（初代）：篠原 → 釜の沢 → 新和田 → 赤沢（土曜・休日運休）
- 篠01（二代）：篠原 - 釜の沢 - 新和田 - 赤沢（土曜・休日運休）

藤野町が自主的に運行していた2007年3月11日に新設された路線で、当初は早朝片道1便のみ運行していた。2014年4月1日から往復運行へ拡大されたが、同年10月1日にや05へ代替廃止された。

### 津久井町コミュニティバス「やまびこ号」
- 津01：奈良井 → 中野小学校前 → 日赤病院前 → 串川診療所前 → 串川橋 → 根小屋小学校前 → 西二条 → 日赤病院前 → 中野小学校前 → 奈良井

2004年9月27日の大規模路線再編で、津久井町によって三井始発の片回り循環路線として新設された。バス路線が無くなる地域への交通確保のために津久井町コミュニティバス「やまびこ号」として設定され、神奈川中央交通が受託して運行していた。2005年10月1日には起終点を三井から旧津久井町の中心地にある奈良井へ変更し、一部の経路変更も行われた。
2014年4月1日に廃止され、同日運行開始の根小屋地区乗合タクシーへ代替された。

### 宮ヶ瀬ダムシャトルバス
- 宮ヶ瀬ダムシャトルバス：宮ヶ瀬 - (虹の大橋・鳥居原園地) - ダム展望台 - 宮ヶ瀬ダム

宮ヶ瀬停留所から宮ヶ瀬ダムの管理棟まで運行されていたシャトルバスで、1時間に1便程度の運転だった。2003年4月1日に運行終了したが、その数年後に厚木営業所によって宮ヶ瀬ダム周辺を大きく循環運行する途中乗降可能なシャトルバスが新設された。その後、シャトルバスは廃止され、宮ヶ瀬ダムの観光財団による自主運行へ変更されている。

## 車両
山間部路線を担当するという事情から、古くはナローボディー車や9m大型車と言った特殊車が配置されてきた経緯があり、これらの車に強みがあるいすゞ車が伝統的に用いられてきた。道路改修により一般的な大型車が使用できるようになっても、1987年にギャラリーバス「カナちゃん号」が配置されるまでの大型車はいすゞ車のみの配置が続いていた（「カナちゃん号」以前にも、おもに藤野駅発着の路線には三菱ふそう中型車が使われていた）。また、1983年（昭和58年）まで取引が続いた北村製作所架装車が配備されていたのも本区である。
現在は三菱ふそう製の車両も多く導入されており、大型車はほぼ全車両が三菱ふそう製となっている。そのうち、つ012号車については補助金の関係で半原線に専属して運用されていた。なお、神奈中西所属の貸切登録車として2017年1月に日野・ブルーリボンシティが1台転入しており、同車が大型車では唯一三菱ふそう製ではない車両となっている。
中型車は、いすゞ・エルガミオが9台（神奈中西の所属を含む）が配置されている。